# Orsa
Orsa (orsamål Ossa) är en tätort samt centralort i Orsa kommun, Dalarnas län. 
Orsa ligger vid Oreälvens utlopp i Orsasjön i norra delen av Siljansbygden cirka 15 km norr om Mora. Genom orten går Inlandsbanan och Europaväg 45, dessutom ansluter järnvägen Bollnäs-Orsa.

## Historia
Orsa är kyrkby i Orsa socken och ingick efter kommunreformen 1862 i Orsa landskommun. I denna inrättades för orten 13 juni 1902 Orsa kyrkby municipalsamhälle, från 1925 benämnt Orsa municipalsamhälle, som upplöstes med utgången av 1966. Orten ingår sedan 1971 i Orsa kommun där Orsa är centralort.
År 1901 förstördes stora delar av gamla Orsa centrum genom en eldsvåda. Kyrkan var en av de få byggnader som klarade sig. I samband med återuppbyggnaden anlades en ny centrumbebyggelse invid järnvägen som hade öppnat för trafik tio år tidigare. Efter nya Järnvägsgatan, som blev ortens huvudgata, uppfördes några intressanta byggnader, bland dem stationshuset (idag Orsa Station bed & breakfast), det ståtliga Jernvägshotellet (idag Orsa järnvägshotell) och August Larsson-huset, det senare i hörnet med Älvgatan (se nedan).

### Befolkningsutveckling
| Befolkningsutvecklingen i Orsa 1960–2020 | Befolkningsutvecklingen i Orsa 1960–2020 | Befolkningsutvecklingen i Orsa 1960–2020 | Befolkningsutvecklingen i Orsa 1960–2020 | Befolkningsutvecklingen i Orsa 1960–2020 |
| --- | ---------------------------------------- | ---------------------------------------- | ---------------------------------------- | ---------------------------------------- |
| |                                          |                                          |                                          |                                          |
| År |                                          |                                          | Folkmängd                                | Areal (ha)                               |
| 1960 | 1960                                     |                                          | 2 892                                    |                                          |
| 1965 | 1965                                     |                                          | 4 690                                    |                                          |
| 1970 | 1970                                     |                                          | 4 799                                    |                                          |
| 1975 | 1975                                     |                                          | 5 099                                    |                                          |
| 1980 | 1980                                     |                                          | 5 337                                    |                                          |
| 1990 | 1990                                     |                                          | 5 077                                    | 1 237                                    |
| 1995 | 1995                                     |                                          | 5 556                                    | 1 249                                    |
| 2000 | 2000                                     |                                          | 5 242                                    | 1 252                                    |
| 2005 | 2005                                     |                                          | 5 278                                    | 1 257                                    |
| 2010 | 2010                                     |                                          | 5 308                                    | 1 259                                    |
| 2015 | 2015                                     |                                          | 5 349                                    | 1 517                                    |
| 2018 | 2018                                     |                                          | 5 849                                    | 1 655                                    |
| 2020 | 2020                                     |                                          | 6 050                                    | 1 730                                    |
| Anm.: Sammanvuxen med Digerberget och Hansjö 1965, med Slättberg 2015, med Vattnäs (i Mora kommun) 2018 och med Stackmora (västra och östra) 2020 |                                          |                                          |                                          |                                          |

## Samhället
I Orsa finns Orsa kyrka, Orsa Slipstensmuseum och Orsa Camping, startad 1932, med sin kilometerlånga sandstrand, invid Orsasjön. Dalarnas största musikaffär, Hellzephyrs ligger i Orsa centrum. En av de mest framträdande byggnaderna i Orsas stadsbild är det så kallade August Larsson-huset vid Järnvägsgatan 21, byggt för handlaren Carl Strandell. Huset är uppkallat efter klädhandlaren August Larsson (1891–1961) som hade sin affär i byggnaden efter 1919 och många år framåt. Fortfarande finns neontexten Aug. Larsson på hörntornets fasad.
I Orsa finns skogs- och verkstadsindustri. Turism och service är viktiga näringar. Orsa kommun är den största arbetsgivaren i Orsa.
Sedan 2018 klassas området Vattnäs i Mora kommun av SCB som en del av tätorten Orsa.

### Bankväsende
Kopparbergs  enskilda bank öppnade ett kontor i Orsa på 1890-talet. Den år 1904 öppnade Dalarnes bank hade avdelningskontor i Orsa från dess start. Denna bank uppgick 1908 i Bankaktiebolaget Stockholm-Öfre Norrland. Senare uppgick båda bankerna i Göteborgs bank och Svenska Handelsbanken. Göteborgs bank lämnade sedermera orten. Orsa hade även ett sparbankskontor tillhörande Kopparbergs läns sparbank.
Den 31 maj 2021 stänger Handelsbanken i Orsa, varefter orten lämnas utan bankkontor.

## Bildgalleri

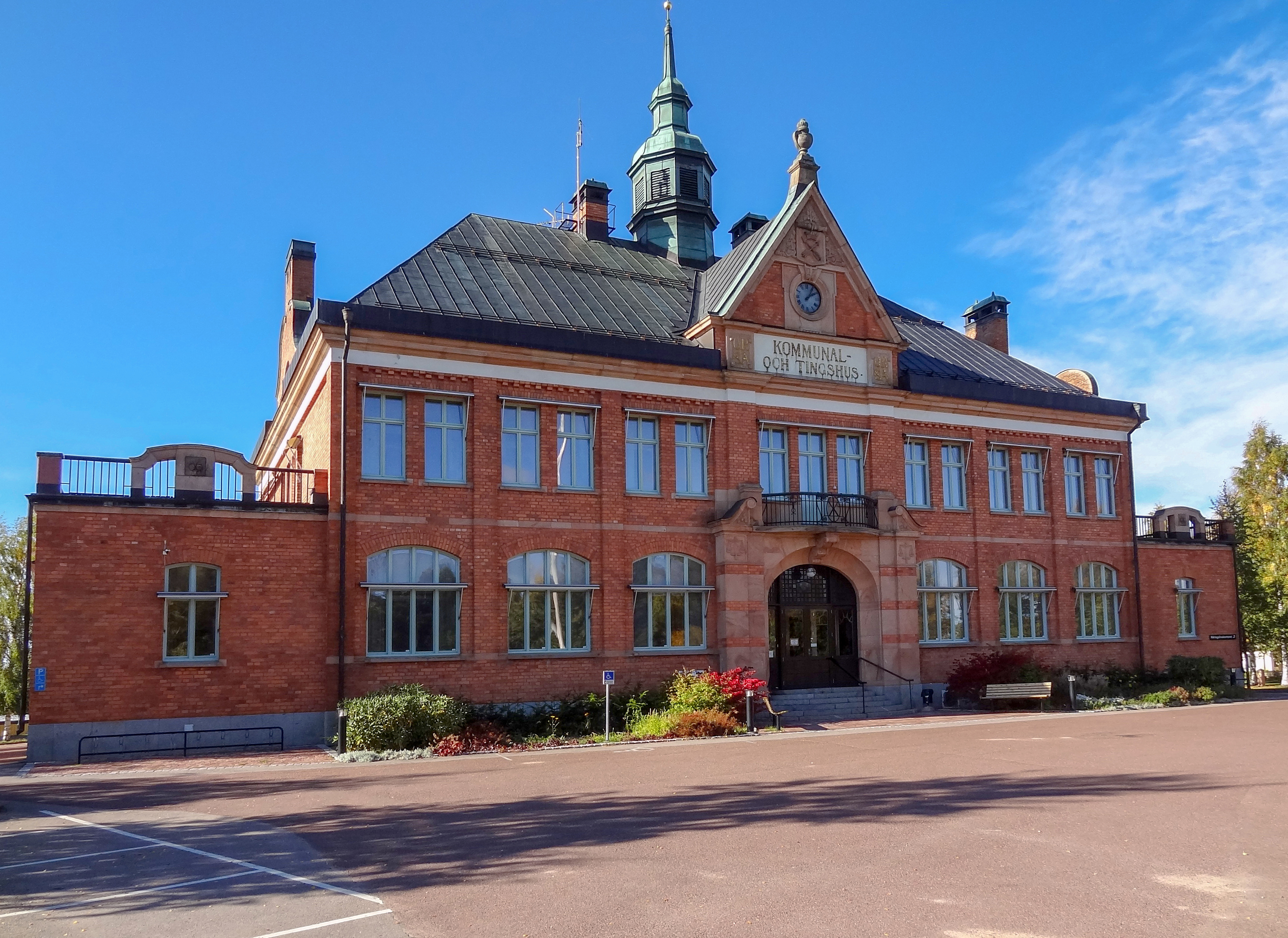
Orsa kommunhus
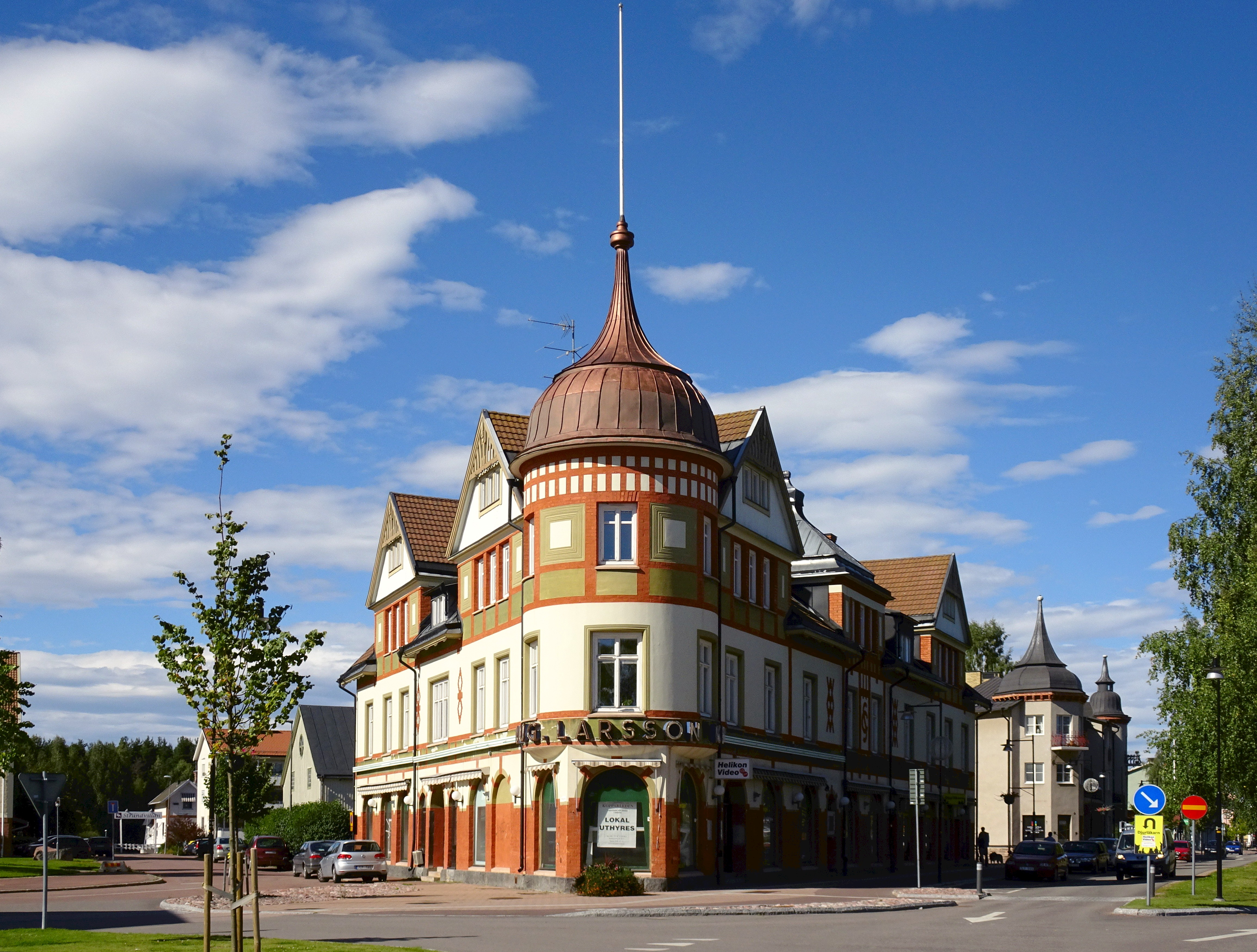
August Larsson-huset, Järnvägsgatan 21
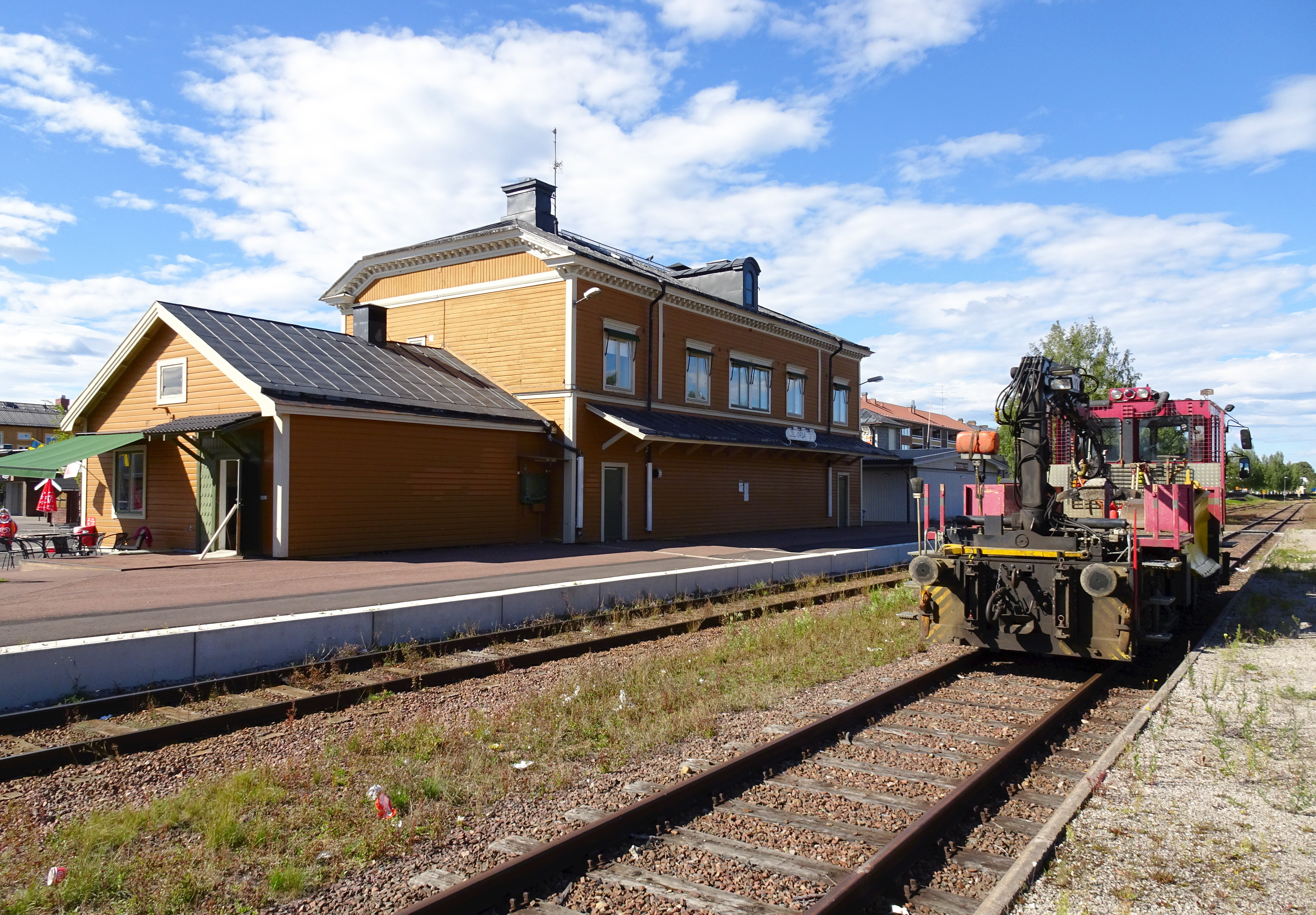
Orsa Station bed & breakfast
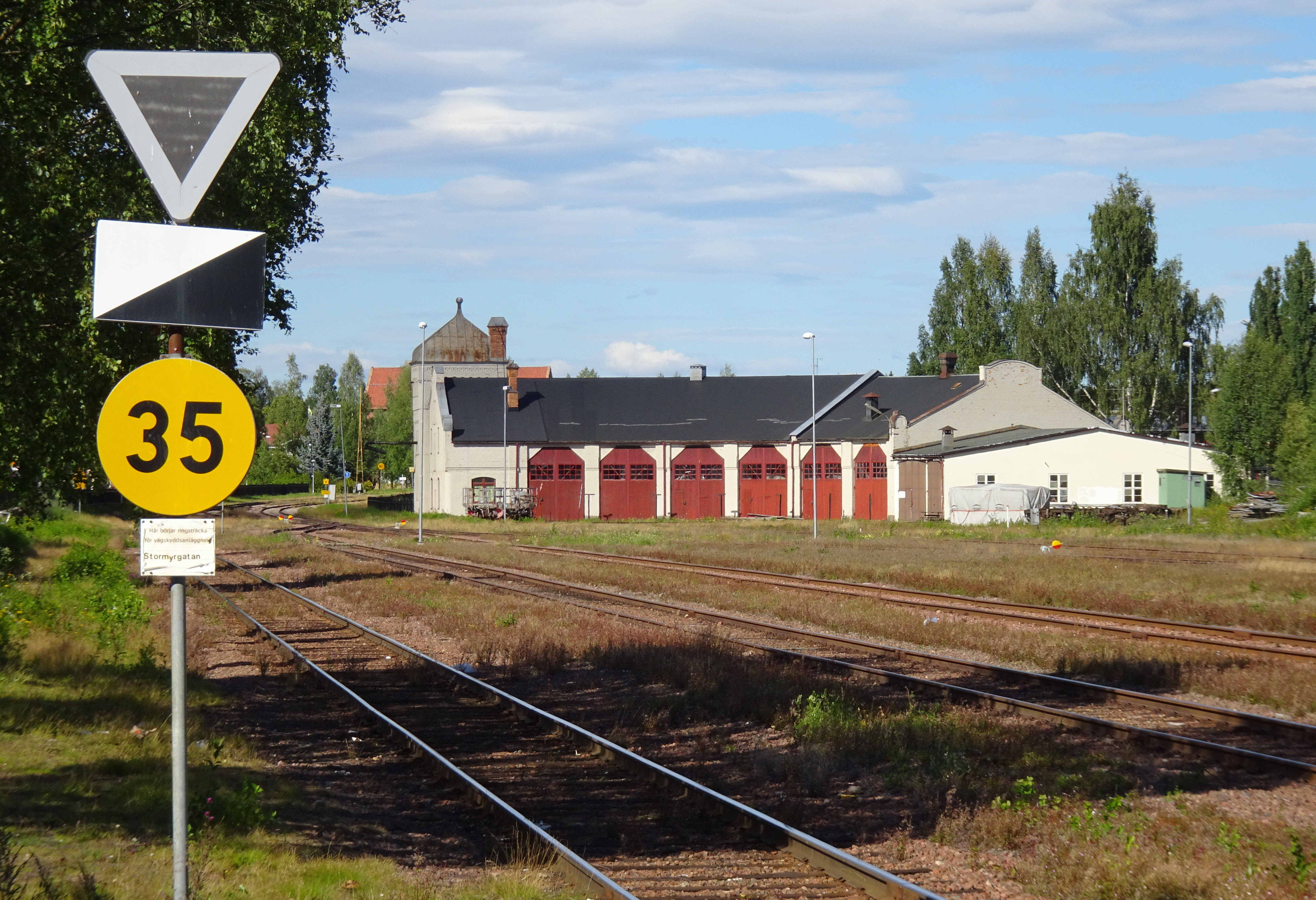
Gamla lokstallet
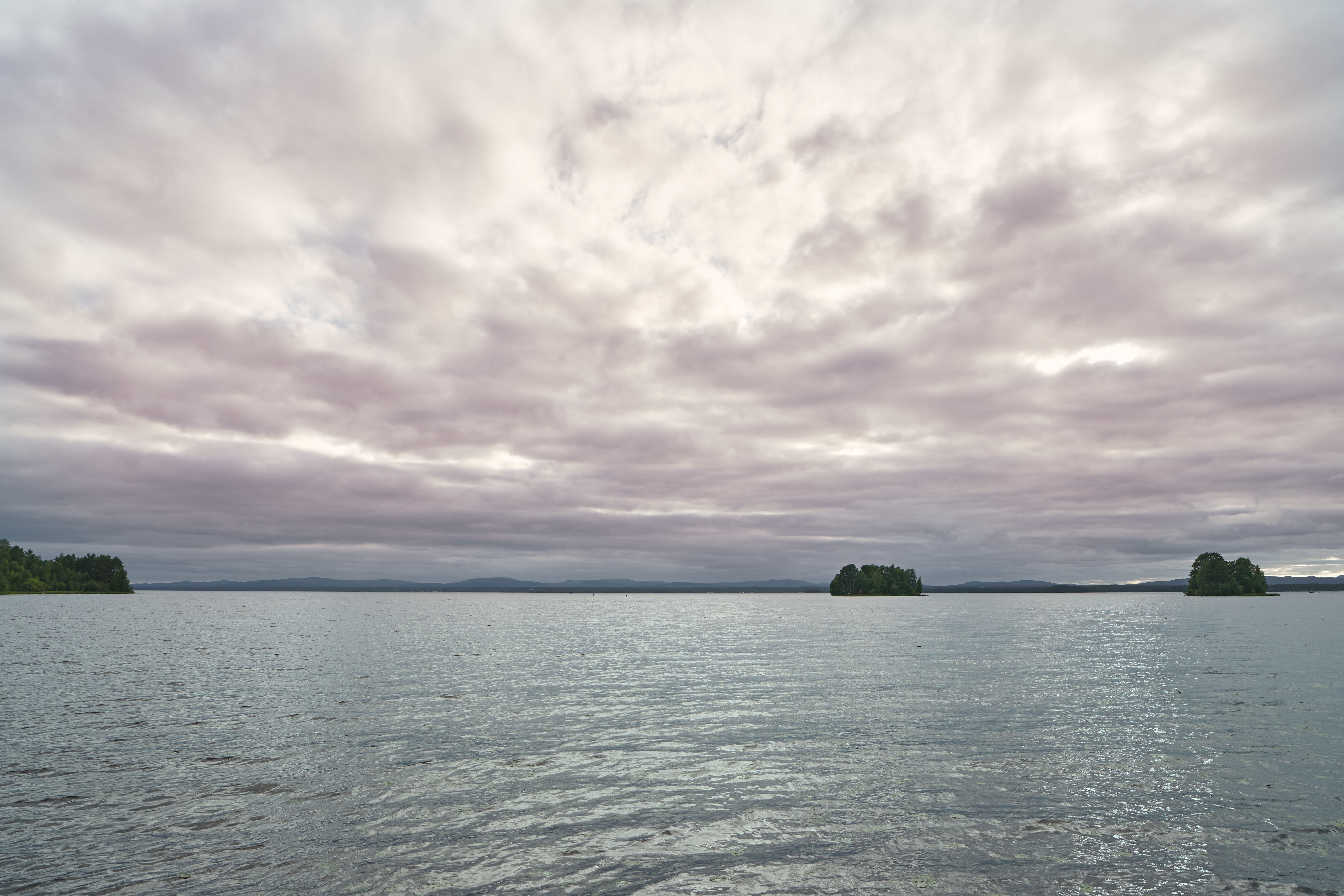
Orsasjön

## Evenemang
Varje onsdag i juli och första onsdagen i augusti hålls årligen en gatumusikfestival i Orsa centrum kallad OrsaYran. Musiker vallfärdar dit från landets alla hörn för att spela för och med varandra och för den stora skara av turister och andra musikintresserade som besöker Orsa på onsdagskvällarna. Musiker av olika slag syns till i varje gathörn och förtäringstält. Yran brukar börja med att alla musiker samlas inne på Orsa stadshotell för att sedan tåga längs gatorna tillsammans, spelande och sjungande, innan man till slut delar på sig och fortsätter underhålla kvällen lång.